# Stephen Wiltshire

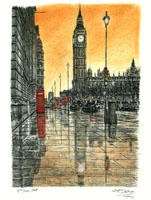
Big Ben under en regnig kväll, ritat av Stephen Wiltshire 2008

Stephen Wiltshire, även kallad för den mänskliga kameran, född den 24 april 1974 i London, är en brittisk arkitektonisk konstnär. Han är känd för att kunna rita av ett landskap efter att sett det ett enda gång. Hans arbete har blivit en global succé. Wiltshire har autism och savantsyndromet.
2006 tilldelades Wiltshire Brittiska imperieorden för sina insatser i brittisk konst. Samma år öppnade Wiltshire ett galleri i Pall Mall i Royal Opera Arcade i London.

## Uppväxt och Utbildning
Wiltshire föddes den 24 april 1974 i London och är son till västindiska föräldrar. Wiltshire hade talstörningar som ung. I treårsåldern visade det sig att Wiltshire hade diagnosen autism, samma år dog hans far i en motorcykelolycka.
I femårsåldern skickades Wiltshire till Queensmill School (en skola för barn med autism) där det visade sig att han var intresserad av att rita. Lärarna i skolan ville få honom att försöka att prata genom att ta bort de teckningar han ritat, så att han skulle bli tvungen att fråga för att få tillbaka dem. Han försökte svara och fick ur sig sitt första ord "papper". Wiltshire lärde sig att prata ordentligt i nioårsåldern.
Wiltshire är mycket intresserad av amerikanska bilar och han har sagt att han har encyklopediska kunskaper om dem.
Mellan 1995 och sin examen år 1998 deltog Wiltshire i City and Guilds of London Art School (en konstskola, en college).
I juni 2015 rapporterade Lucy Ash på BBC att senare när människor började upptäcka Wiltshires gåva och han blev åtta år gammal fick han sitt första uppdrag, att skissa av Salisbury Cathedral till premiärminister Edward Heath. När han var tio ritade han av Londons sevärdheter i alfabetisk ordning, han kallade det för "London Alphabet".

## Karriär
Wiltshire har gjort helikopterturer över städer och sedan ritat av staden ur minnet. Efter en 20 minuters helikoptertur över New York gjorde han en panoramamålning av ett 790 kvadratkilometer stort område av stadslandskapet. Målningen fyllde en 5 meter bred målarduk, och färdigställdes på bara några dagar. Wiltshire har även gjort panoramamålningar av städer som Rom, Hongkong, Tokyo, Madrid, Dubai, Frankfurt, Jerusalem och London.
Wiltshire har även ritat påhittade saker, som till exempel Sankt Paulskatedralen omgiven av eld.
Wiltshire gjorde sin största panoramamålning i Tokyo maj 2005 på en 10 meter bred duk efter att flugit i helikopter ovanför staden. Den målningen tog 7 dagar att göra.
Wiltshire har skrivit egna böcker, bland annat Drawings (1983), Cities (1989), Floating Cities (1991) och American Dream (1993). Boken Floating Cities har legat på första plats på Sunday Times lista över mest sålda böcker.